# Presidenti del Consiglio legislativo di Hong Kong

## Storia
Durante il periodo coloniale britannico dal 1843 al 1941 è il governatore di Hong Kong a dirigere il Consiglio legislativo, dal 25 dicembre 1941 al 30 agosto 1945 l'ufficio fu cancellato a causa dell'occupazione giapponese di Hong Kong. Gli organi consultivi rappresentativi in quel momento erano il Consiglio rappresentativo cinese e il Consiglio cooperativo cinese. Con il restauro del dominio britannico nel 1946, fino al 1993, è di nuovo il governatore di Hong Kong a dirigere il Consiglio legislativo. L'ultimo governatore, Chris Patten, ha rinunciato alla presidenza quell'anno. Dal 1993, il Presidente è stato eletto dai membri del Consiglio.

## Presidenti del Consiglio legislativo

### Presidenti verso la fine dal restauro britannico
| Nome (Nascita-Morte)                  | Mandato                              | Partito       | Ref.  |
| ------------------------------------- | ------------------------------------ | ------------- | ----- |
| John Joseph Swaine 施偉賢 (1932–2012) | 19 febbraio 1993 – 30 settembre 1995 | Non affiliato | [ 1 ] |
| Andrew Wong 黃宏發 (1943–)            | 11 ottobre 1995 – 30 giugno 1997     | Non affiliato | [ 1 ] |

### Presidenti del Consiglio provvisorio (1997–1998)
| Nome (Nascita-Morte)      | Mandato                        | Ref.  |
| ------------------------- | ------------------------------ | ----- |
| Rita Fan 范徐麗泰 (1945–) | 2 luglio 1997 – 30 giugno 1998 | [ 1 ] |

### Presidenti del Consiglio legislativo (1998–)
| Nr. | Ritratto | Nome (Nascita-Morte)        | Mandato                            | Partito                                                                             | Ref.  |
| --- | -------- | --------------------------- | ---------------------------------- | ----------------------------------------------------------------------------------- | ----- |
| 1   |          | Rita Fan 范徐麗泰 (1945–)   | 2 luglio 1998 – 30 settembre 2008  | Non affiliato (Pro-Pechino)                                                         | [ 1 ] |
| 2   |          | Rita Fan 范徐麗泰 (1945–)   | 2 luglio 1998 – 30 settembre 2008  | Non affiliato (Pro-Pechino)                                                         | [ 1 ] |
| 3   |          | Rita Fan 范徐麗泰 (1945–)   | 2 luglio 1998 – 30 settembre 2008  | Non affiliato (Pro-Pechino)                                                         | [ 1 ] |
| 4   |          | Jasper Tsang 曾鈺成 (1947–) | 8 ottobre 2008 – 30 settembre 2016 | Alleanza Democratica per il Miglioramento e il Progresso di Hong Kong (Pro-Pechino) | [ 1 ] |
| 5   |          | Jasper Tsang 曾鈺成 (1947–) | 8 ottobre 2008 – 30 settembre 2016 | Alleanza Democratica per il Miglioramento e il Progresso di Hong Kong (Pro-Pechino) | [ 1 ] |
| 6   |          | Andrew Leung 梁君彥 (1951–) | 12 ottobre 2016 – in carica        | Alleanza di Aziende e Professionisti di Hong Kong (Pro-Pechino)                     | [ 1 ] |